# Strilețke, Mostîska
Strilețke (în ucraineană Стрілецьке) este un sat în comuna Lîpnîkî din raionul Mostîska, regiunea Liov, Ucraina.

## Demografie
Componența lingvistică a localității Strilețke
     Polonă (97,71%)
     Ucraineană (2,29%)
Conform recensământului din 2001, majoritatea populației localității Strilețke era vorbitoare de polonă (97,71%), existând în minoritate și vorbitori de ucraineană (2,29%).